# Ahed Tamimi
Ahed Tamimi (en árabe: عهد التميمي‎; Nabi Salih, Palestina, 31 de enero de 2001) es una activista palestina cuyo padre es el también activista Bassem al-Tamimi. Adquirió fama mundial cuando se hizo viral un vídeo en el que aparecía abofeteando a un soldado israelí en su casa pocas horas después de que otros soldados hubiesen disparado en la cabeza con una bala de goma a su primo de quince años provocándole secuelas permanentes. Fue condenada a ocho meses de cárcel por ese y otros incidentes menores.

## Activismo
Tamimi ha participado desde 2010, a la edad de nueve años, en las protestas que se organizan cada viernes en su poblado. En un principio, los manifestantes declararon que las manifestaciones eran por la confiscación de un manantial por parte del asentamiento de Halamish. El movimiento pronto se alineó con el nacionalismo palestino y el objetivo de recuperar el manantial se dejó de lado en pos de objetivos más grandes, como detener la expansión del asentamiento.
De acuerdo a Manal Tamimi, prima de Ahed: «El ejército nos hizo llegar un mensaje de los colonos de que nos lo devolverían a cambio del fin de las protestas. Pero no queremos que nos devuelvan medio kilómetro, queremos el fin de la ocupación. Las protestas, ahora, se dirigen contra la ocupación en general».
Durante la infancia de Ahed Tamimi, su padre (Bassem), que había sido uno de los organizadores de las protestas de Nabi Saleh, fue detenido una docena de veces por soldados israelíes; incluso llegó a estar más de un año en situación de detención administrativa, un tipo de encarcelamiento sin juicio ni cargos que se puede prolongar indefinidamente.
En 2011, un primo de Bassem llamado Mustafa murió cuando un soldado israelí le disparó a bocajarro una granada de gases lacrimógenos en la cara. Un año después, el tío de Ahed Tamimi, Rushdi, murió de un disparo en la espalda efectuado por soldados israelíes.

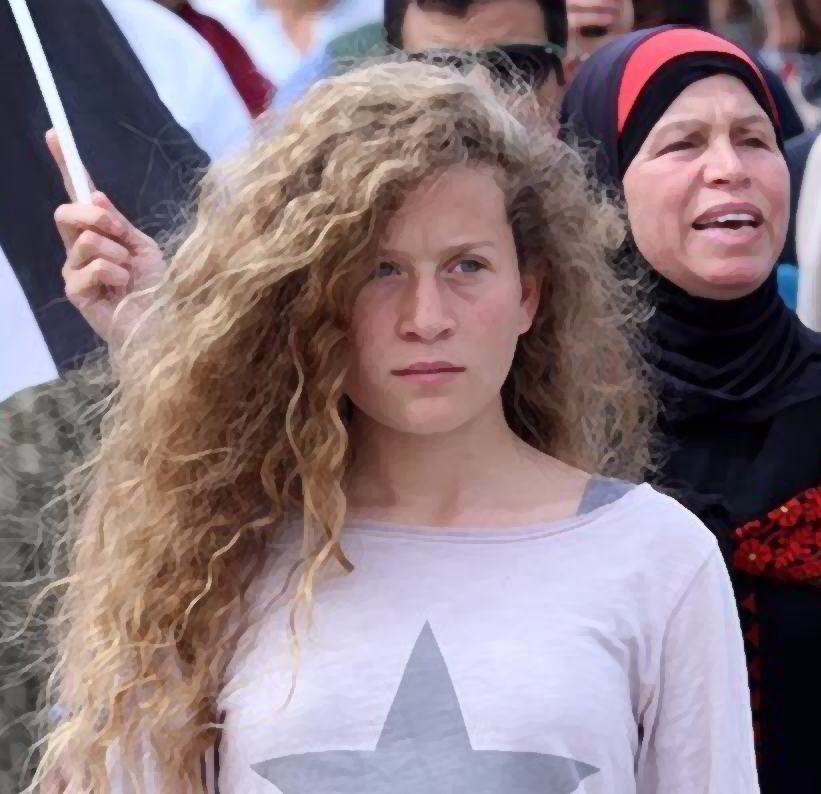
En 2016 durante una manifestación

Ahed Tamimi es conocida por enfrentarse a los soldados israelíes. Trascendió a los medios internacionales cuando, en 2011, a sus once años, se enfrentó a los soldados de las FDI con el puño en alto. Sin embargo, alcanzó mayor impacto en 2012, cuando evitó el arresto de su hermano, que se encontraba con el brazo escayolado y había sido acusado de arrojar piedras a un soldado israelí, mordiendo la mano del soldado que debía llevar a cabo el arresto mientras el resto de su familia lo sujetaba. Por ello recibió el «Handala Courage Award» de parte del ministro turco Tayyip Erdoğan, que desayunó con ella y le entregó diferentes obsequios.

## Familia
Tamimi pertenece a una familia de activistas contra la ocupación israelí de las tierras palestinas. El periodista y activista de derechos humanos español Manu Pineda relató sobre su estancia en casa de los Tamimi: «Me recibieron como si fuera de la familia, completamente hospitalarios».
Por su gran habilidad de oratoria y por permanecer siempre al frente en las movilizaciones, Tamimi ha sido designada por diversos medios como un icono y una heroína de la resistencia palestina. Al mismo tiempo, medios cercanos al gobierno israelí han criticado a la familia Tamimi por mantener a mujeres y niños al frente de las manifestaciones diciendo que son enviados para provocar a los soldados y explotados o manipulados para crear propaganda.

## Detención
El 19 de diciembre de 2017, Tamimi fue detenida por las fuerzas policiales israelíes. Tres días antes, Tamimi había abofeteado a un soldado israelí apostado en el patio de la casa familiar de los Tamimi. Mientras ocurría, la madre de Ahed grabó un vídeo en directo que retransmitió en su cuenta de Facebook. El hecho se produjo en el contexto del conflicto que se suscitó entre el gobierno de Israel y el pueblo palestino, tras la decisión del presidente norteamericano Donald Trump de trasladar su embajada a la ciudad de Jerusalén, lo que provocó numerosas movilizaciones palestinas que fueron duramente reprimidas por el ejército israelí y que dejaron un saldo de más de cuatrocientos cincuenta palestinos detenidos.
La mañana del viernes anterior hubo disturbios en Nabi Salih. Según el ejército israelí, unos doscientos palestinos quemaron neumáticos y arrojaron piedras a los soldados, en medio de los cuales fue gravemente herido por un disparo en la cabeza Mohamed Tamimi, primo de Ahed, que se encontraba desarmado. El padre de Ahed aseguró que el ataque a los soldados de parte de su hija se debió a esta situación. La herida fue realizada por una bala de goma que entró por debajo la nariz y se detuvo antes de la oreja izquierda. Se trasladó al joven al hospital Istishari, cerca de Ramallah, donde los médicos lo mantuvieron en coma inducido durante setenta y dos horas. El chico, de quince años, salió del coma, pero quedó con el rostro completamente desfigurado.
Tres noches después, varios soldados del ejército israelí la detuvieron en su casa, en medio de la polémica levantada por el vídeo que se viralizó. Mientras la sociedad palestina elogió a Tamimi como una heroína por enfrentarse a los soldados, la derecha israelí exigió su arresto y alegó que la falta de reacción mostrada por estos provocaría más ataques. Durante el arresto se requisaron computadoras y cámaras de filmación. Cuando su madre y su prima intentaron visitarla, también fueron detenidas debido a su participación en los mismos hechos.
La joven Tamimi fue juzgada por un tribunal militar que cuenta con 99,7% de fallos condenatorios, en la cárcel de Ofer en Cisjordania, y defendida por la abogada Gabi Laski. La Arab Lawyers Union Attorney, con sede en Egipto, ha declarado que pretende formar un cuerpo de abogados que lleve el caso a tribunales internacionales. Ha sido acusada de cinco cargos, entre ellos atacar a un soldado en circunstancias complicadas, amenazas, lanzar piedras, incitar a otros a cometer actos terroristas y llamar a la gente a convertirse en mártires. Mientras la prima de Ahed, Nur, ha sido liberada, los cargos contra ella y su madre siguen vigentes.
El 9 de abril de 2018, la familia de Ahed difundió un vídeo de su interrogatorio en el que se veía un «acoso psicológico y físico» de dos horas, cómo les hacían preguntas a gritos y cómo los amenazaban con detener a miembros de su familia y amigos, todo ello sin la presencia de su abogado ni de sus padres, algo obligatorio tratándose de una menor.

### Acuerdo entre la defensa y la fiscalía
El 21 de marzo de 2018, días después de su tercer mes de detención, la abogada de Tamimi dio a conocer que la defensa de la activista había alcanzado un acuerdo con la fiscalía. En él, la acusada se compromete a declararse culpable de cuatro cargos, a una pena de ocho meses de prisión y a pagar una multa de cinco mil séquels. Asimismo, la fiscalía retira ocho cargos, incluidas las tergiversaciones que había hecho sobre las declaraciones de la acusada en su traducción del árabe al hebreo.

### Reacciones

Afiche de la Federación Palestina de Chile exigiendo la liberación de Ahed Tamimi.

El 21 de diciembre, Giden Levy, del periódico Haaretz, escribió la columna Tres razones por las que una adolescente palestina está volviendo loco a Israel. En ella, analiza las causas del encono oficial contra la joven activista y señala:

La niña de Nabi Saleh destrozó varios mitos de los israelíes. Lo peor de todo es que se atrevió a dañar el mito israelí de la masculinidad. De repente resulta que el soldado heroico, que nos vigila día y noche con osadía y coraje, se enfrenta a una niña con las manos vacías. ¿Qué va a pasar con nuestro machismo, que Tamimi rompió tan fácilmente, y nuestra testosterona?
De repente los israelíes vieron al enemigo cruel y peligroso al que se enfrentan: una niña de 16 años con el cabello rizado. Toda la demonización y la deshumanización en los medios aduladores se hicieron añicos al enfrentarse con una chica con un suéter azul.

En esa misma columna, Levy cuestiona la campaña gubernamental israelí contra Tamimi y a las unidades especiales del ejército israelí, a la vez que señala las acciones de la activista como una posibilidad efectiva de resistencia palestina contra la ocupación.
En la misma línea, Ben Ehrenreich, columnista de The Nation, publicó un artículo:

Ahed Tamimi was not jailed for breaking the law—Israel, in its governance of the land it occupies, shows little regard for legality. She was arrested because she was all over the news, and the public and the politicians were demanding that she be punished. They used words like “castrated” and “impotent” to describe how they felt when they looked at that soldier with his helmet and his body armor and his gun and at the kid in the pink T-shirt and blue windbreaker who put him to shame. For all their strength, power, wealth, and arrogance, she had put them all to shame.
Ahed Tamimi no fue encarcelada por quebrar la ley israelí quien, en su control de las tierras ocupadas, muestra poco apego a la legalidad. Ella fue arrestada porque aparecía en las noticias, y el público y los políticos reclamaron su castigo. Usaron palabras como "castrados" e "impotentes" para describir su sensación cuando veían a un soldado con su casco, chaleco y arma ser avergonzado por una niña vestida con remera rosa y rompevientos azul. Por toda su fuerza, poder, riqueza y arrogancia, ella los puso a todos en vergüenza.

Noa Osterreicher, del diario israelí Haaretz, sacó un caso similar ocurrido con una colona judía de Hebrón llamada Yifat Alkobi. Alkobi abofeteó a un soldado israelí cuando este intentó que dejase de arrojar piedras; para entonces ya había sido condenada en cinco ocasiones por actos violentos, pero nunca se presentó en el juzgado para cumplir su sentencia. Alkobi no fue condenada por abofetear al soldado, no tuvo nunca que esperar el juicio en la cárcel y, en todos los casos por los que fue condenada, la sentencia la dictó un tribunal civil israelí. Según Noa Osterreicher:

"La violencia por parte de judíos contra los soldados en los territorios ha sido una rutina durante años. Pero incluso cuando parece que no tiene sentido pedir a los soldados de los territorios que protejan a los palestinos del acoso físico y el vandalismo sobre sus propiedades por parte de los colonos, es difícil entender por qué las autoridades siguen mirando hacia otro lado, tapando y archivando casos o incluso no abriéndolos cuando los acusados son judíos. Hay multitud de pruebas, algunas de ellas grabadas en cámaras. Y, sin embargo, los culpables todavía duermen en sus casas, en sus camas, envalentonados por el mandato divino y ampliamente financiados por organizaciones que reciben la ayuda del Estado."

La organización Amnistía Internacional lanzó una campaña de firmas reclamando la libertad de Tamimi. Asimismo, Magdalena Mughrabi, directora para la región de Oriente Medio, señaló: «Nada de lo que Ahed Tamimi ha hecho justifica que siga detenida con dieciséis años. Las autoridades israelíes deben ponerla en libertad sin más dilación. Las imágenes de la agresión de una adolescente desarmada a dos soldados armados y con equipamiento de protección muestran que Ahed Tamimi no suponía ninguna amenaza real y que su castigo es claramente desproporcionado». 
Añadió que, con la detención, Israel vulnera el derecho internacional y la Convención de los Derechos del Niño de la ONU que impiden las sanciones penales excesivamente duras. Mughrabi también cuestionó el proceso judicial de Tamimi: «Sin duda, sería una parodia de justicia que por su acto de desafío ante una implacable opresión, Ahed Tamimi fuera condenada a una larga pena de cárcel tras un juicio ante un tribunal militar que no garantiza las normas básicas de imparcialidad».
Por otro lado, numerosas voces de la derecha y ultraderecha israelí han llamado a una mayor condena por la bofetada que Tamimi le dio al soldado israelí. El ministro de educación, Naftalí Bennet, declaró que Ahed, su madre y su prima «deberían terminar su vida en la cárcel». Bezalel Smotrich, parlamentario de Habayit Hayehudi, afirmó: «En mi opinión, debería haber recibido un tiro, como poco en la rodilla. Eso la habría puesto en arresto domiciliario para el resto de su vida». El columnista Ben Caspit opinó que «deberíamos hacerle pagar de alguna otra forma, a oscuras, sin testigos ni cámaras».
La detención de Ahed Tamimi condujo a una campaña internacional bajo el lema «Free Ahed» ("Liberad a Ahed"). En Estados Unidos, famosos como Sarah Silverman, Alice Walker, Danny Glover o Rosario Dawson hablaron en su defensa.

### Liberación
El 26 de julio de 2018, el diario israelí Haaretz informaba de que Tamimi saldría de prisión el siguiente domingo, 29 de julio, tras haber cumplido su condena.
En sus primeras declaraciones, tras la liberación, Tamimi afirmó: «Estoy feliz, pero estaré más feliz cuando todas las mujeres palestinas sean liberadas de las cárceles de la ocupación israelí». Además, expresó solidaridad con el pueblo beduino de Khan al-Ahmar, cuyos pobladores están amenazados de expulsión del Tribunal Supremo israelí.

## Segunda detención
El 6 de noviembre de 2023 fue detenida nuevamente en la aldea de Nabi Salih, cerca de Ramala, por «incitar al terrorismo». Su madre negó tales acusaciones y dijo que se basaban en una publicación falsa de Instagram. Su arresto se produjo en el curso de otra noche de redadas nocturnas y combates abiertos entre el ejército israelí y combatientes palestinos armados.
Como parte de un acuerdo más amplio para el intercambio de prisioneros entre Israel y Hamás, Tamimi quedó libre el 29 de noviembre. No se presentaron cargos contra ella durante las tres semanas que estuvo detenida, y su abogado dijo que fue golpeada durante y después del arresto. Fue trasladada fuera de Cisjordania a una prisión de Israel. El traslado de prisioneros desde territorio ocupado es ilegal según el derecho internacional.

## A Caged Bird Sings
Ahed Tamimi y su prima, la periodista Janna Jihad, aparecen brevemente en el mini-documental de Amanda Smith llamado "A Caged Bird Sings" (Un pájaro enjaulado canta).